# Palatul Topkapî

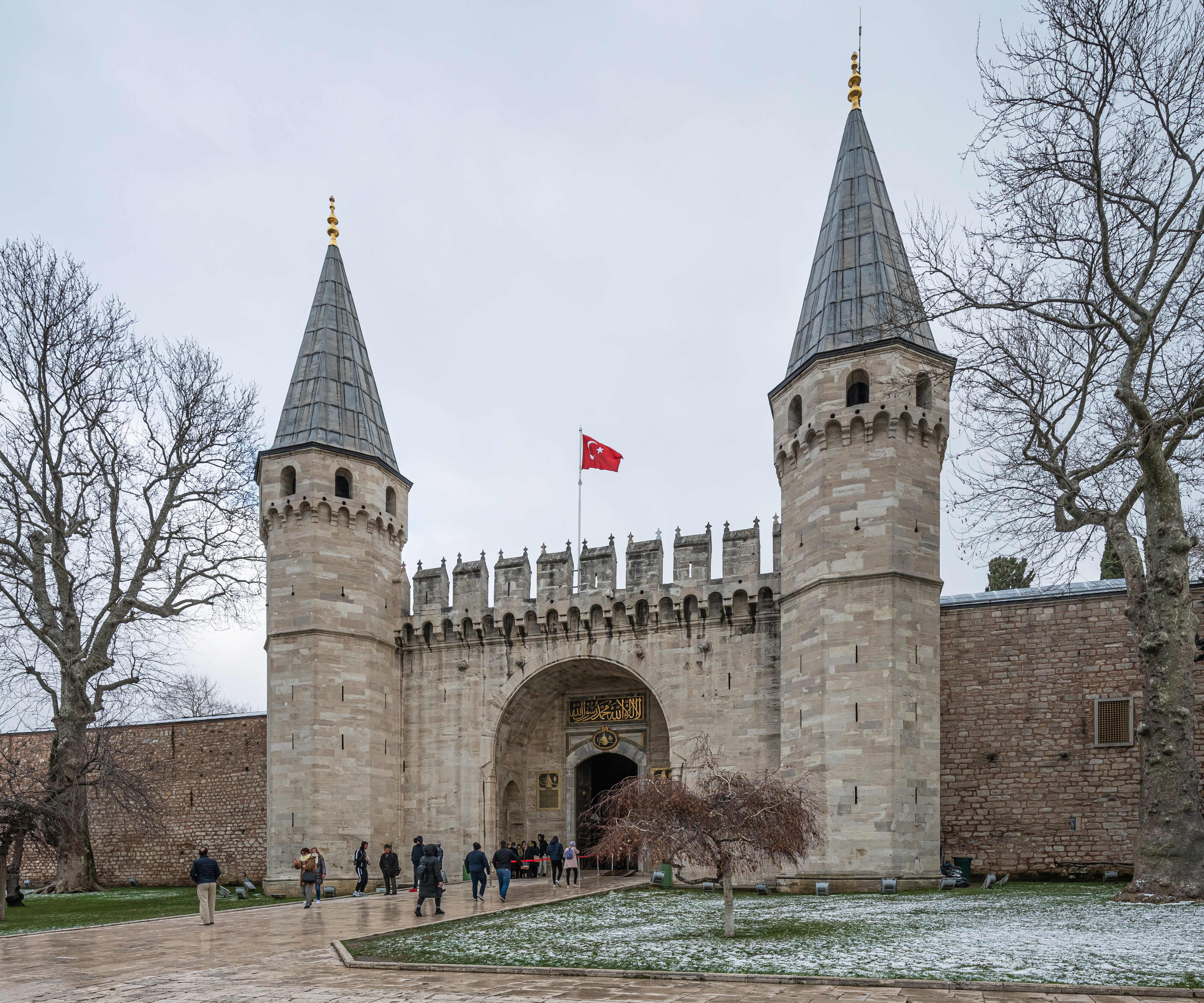
Marea poartă a palatului.

Palatul Topkapî (în turcă Topkapı Sarayı) este un muzeu din Istanbul, fostă reședință a sultanilor otomani timp de aproximativ de 400 de ani (1465-1856). Este o atracție turistică majoră a orașului, alături de Hagia Sofia, fiind cel mai vizitat muzeu din țară. În anul 1985 a intrat în Patrimoniul mondial UNESCO.

## Istorie
Pe locul unde se înalță astăzi palatul, așa zisul Sarayburnu, o zonă cu vedere la Cornul de Aur, Marea Marmara și Bosfor, se afla încă din vremurile bizantine acropola Constantinopolului. Aflat în apropiere de marea catedrală Hagia Sofia, acesta era cel mai important punct al orașului unde aveau loc multe evenimente, întruniri și uneori chiar spectacole. 

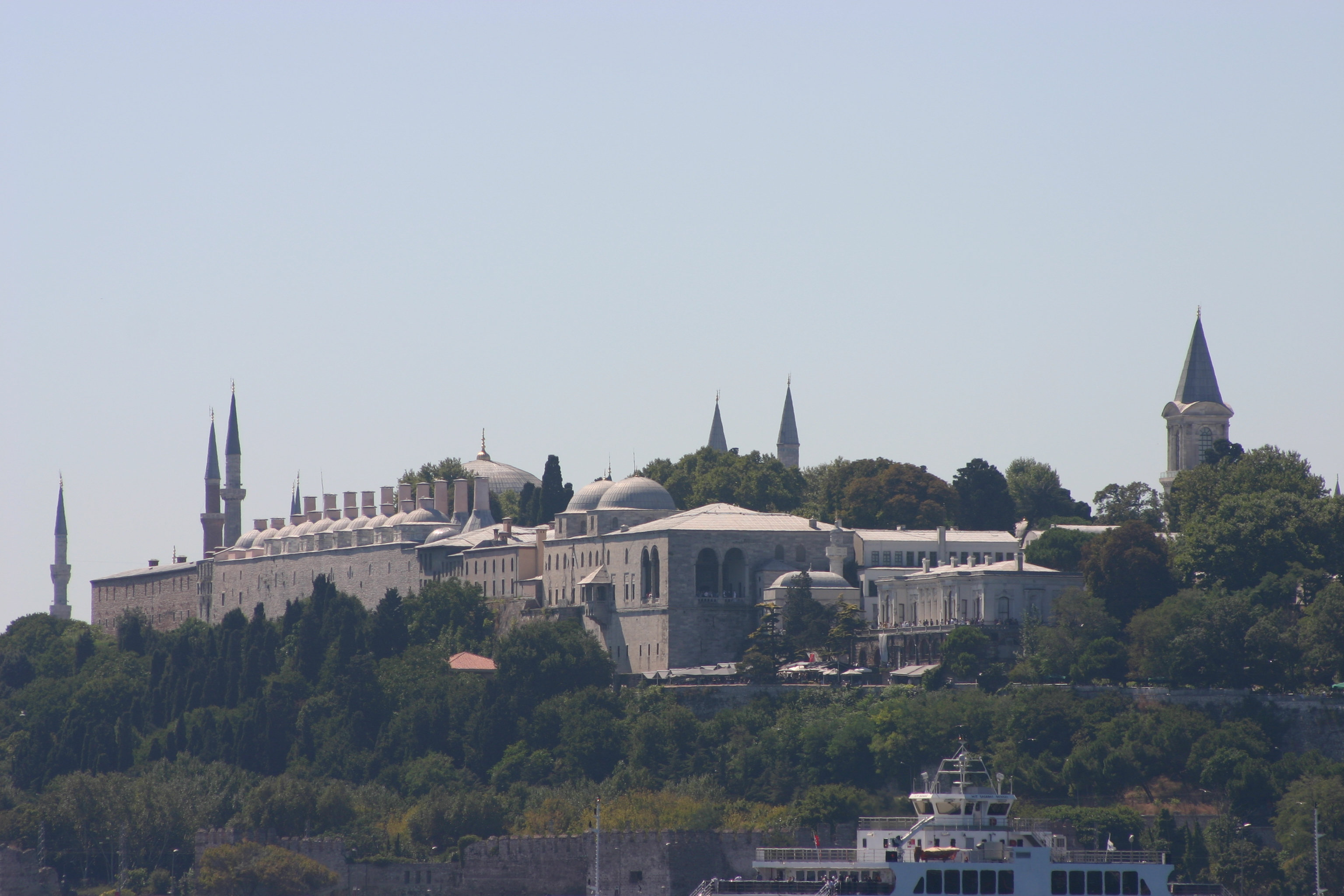
Palatul Topkapi, vedere de pe Bosfor.

În anul 1453, când sultanul Mehmed al II-lea a cucerit Constantinopolul, acesta a constatat că Marele Palat al împăraților bizantini devenise o ruină așa că s-a stabilit la Vechiul Palat (Eski Saray), pe locul actualei Universități din Istanbul. În anul 1459 a ordonat începerea construcției unui nou palat pe locul vechii acropole. Noul palat a fost finalizat în anul 1465, primind numele de Topkapi sau poarta cu tunuri, din cauza marii porți cu cele două turnuri masive ale sale asemănătoare cu tunurile folosite la asediul Constantinopolului. 
De-a lungul timpului, spre deosebire de palatele europene precum Schönbrunn din Austria sau Versailles din Franța, Topkapi a suferit numeroase modificări sau extinderi făcute de diferiți sultani, cele mai multe fiind făcute în timpul domniei lui Suleyman Magnificul (1520-1566). În anul 1574 un incendiu a afectat palatul, arhitectul Mimar Sinan fiind însărcinat cu renovarea sa de către sultanul Selim al II-lea. O altă deosebire față de palatele din Europa este că Topkapi nu era o clădire propriu-zisă, ci un mini-oraș, unde locuiau, la un moment dat, aproximativ 4000 de persoane, printre care, gardieni, slujnice, medici etc.
În anul 1856, sultanul Abdul-Medjid a hotărât mutarea reședinței imperiale la Palatul Dolmabahçe. După acest eveniment Topkapi și-a pierdut treptat importanța politică, dar a rămas locul unde se afla trezoreria și biblioteca imperială. După căderea Imperiului Otoman, în urma unui decret al lui Mustafa Kemal Atatürk de pe 3 aprile 1924, Topkapi a devenit muzeu al vechii epoci imperiale intrând sub administrația Ministerului Culturii și Turismului. Complexul este bine păzit de către funcționari ai ministerului și membri ai armatei din Turcia. Este o operă inestimabilă de arhitectură cuprinzând numeroase clădiri și camere unde se găsesc exponate variate de la porțelanuri și covoare până la armuri și manuscrise islamice medievale.

## Arhitectură și atracții
Palatul Topkapi este un complex imens ce cuprinde mai multe clădiri împărțite în patru curți:

### Prima curte
Prima curte a palatului cuprinde zidurile exterioare ale complexului și clădirile din ansamblul lor. Intrarea în curtea palatului, numită Poarta Imperială (Bâb-ı Hümâyûn), conducea spre așa zisa Curte a Ienicerilor. Această curte este încărcată de numeroase fântâni și este cunoscută pentru faptul că aici aveau loc de obicei execuțiile. În partea dreaptă a curții se găseau grajdurile imperiale ce puteau găzdui până la 1000 de cai, iar în stânga curții se află Hagia Irene, fostă biserică bizantină devenită depozit de arme iar în prezent muzeu în cadrul palatului. Marea portă cu cele două turnuri, numită Poarta Salutului (Bâb-üs Selâm) conduce către a doua curte. Aceasta este construită într-un stil medieval, fiind probabil opera unor arhitecți de origine maghiară. Ea mai este numită și Poarta Mijlocie (Orta Kapı).

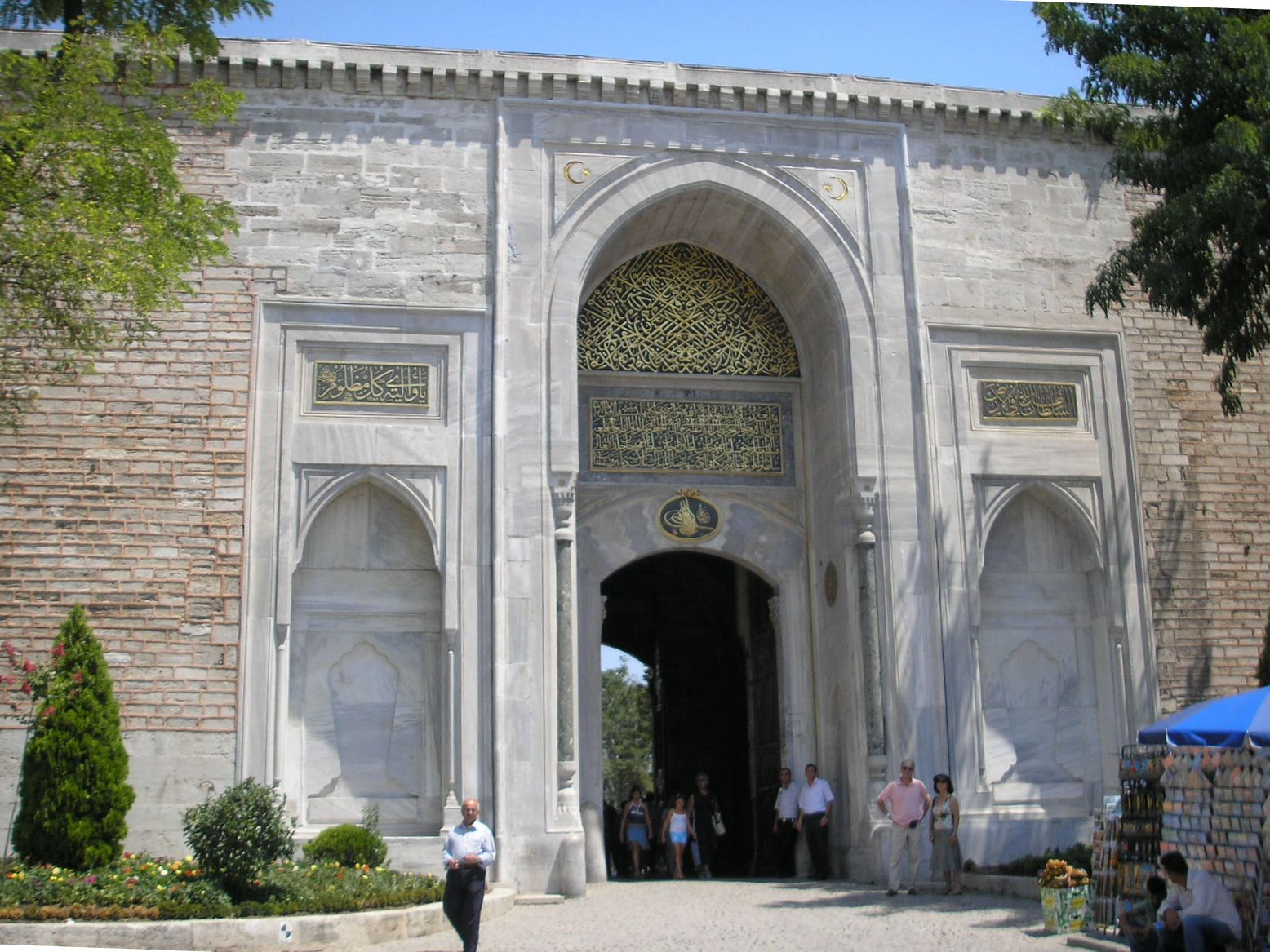
Poarta Imperială

### A doua curte
A doua curte a palatului cuprinde sala divanului, bucătăriile, camerele grăjdarilor și ale îngrijitorilor, Turnul Justiției și Poarta Fericirii. Sala divanului sau conciliul imperial este locul unde erau dezbătute problemele și treburile politice, unde se adunau miniștrii în prezența Marelui Vizir, unde erau primiți ambasadorii și unde aveau loc diferite ceremonii. Ea se află în partea stângă a curții și are două etaje. În apropiere exista și o grădină zoologică, la ceemonii fiind prezente animale exotice precum gazele, păuni, lei, tigri sau chiar elefanți. A existat la un moment dat aici și o înshisoare a palatului pentru cei ce cădeau în dizgrația casei imperiale. În partea dreaptă a curții existau 10 bucătări unde lucrau aproximativ 100 de bucătari. În prezent aceste clădiri găzduiesc numeroase expoziții ale unor obiecte din sticlă și argint.
Turnul Justiției (Adalet Kulesi), aflat undeva între sala divanului și harem, este cea mai înaltă structură a palatului, fiind unul dintre cele mai reprezentative repere vizibile, mai ales după Bosfor. El simbolizează vigilența veșnică a sultanului împotriva nedreptății. Există de asemenea și trezoreria imperială și camera armelor unde sunt expuse arme și armuri din perioada otomană, dar și mai vechi din perioadele dinastiilor omeiade, abbaside, mameluce și safavide.
Poarta Fericirii (Bâbüssaâde) face legătura între a doua curte și a treia curte. În timpul ocaziilor speciale, precum ceremoniile religioase sau aducerea omagiului, sultanul se așeza pe tronul său amenajat în fața porții, în timp ce dregătorii săi stăteau în picioare. Tot aici erau organizate funerariile sultanului în prezența prințului moștenitor.

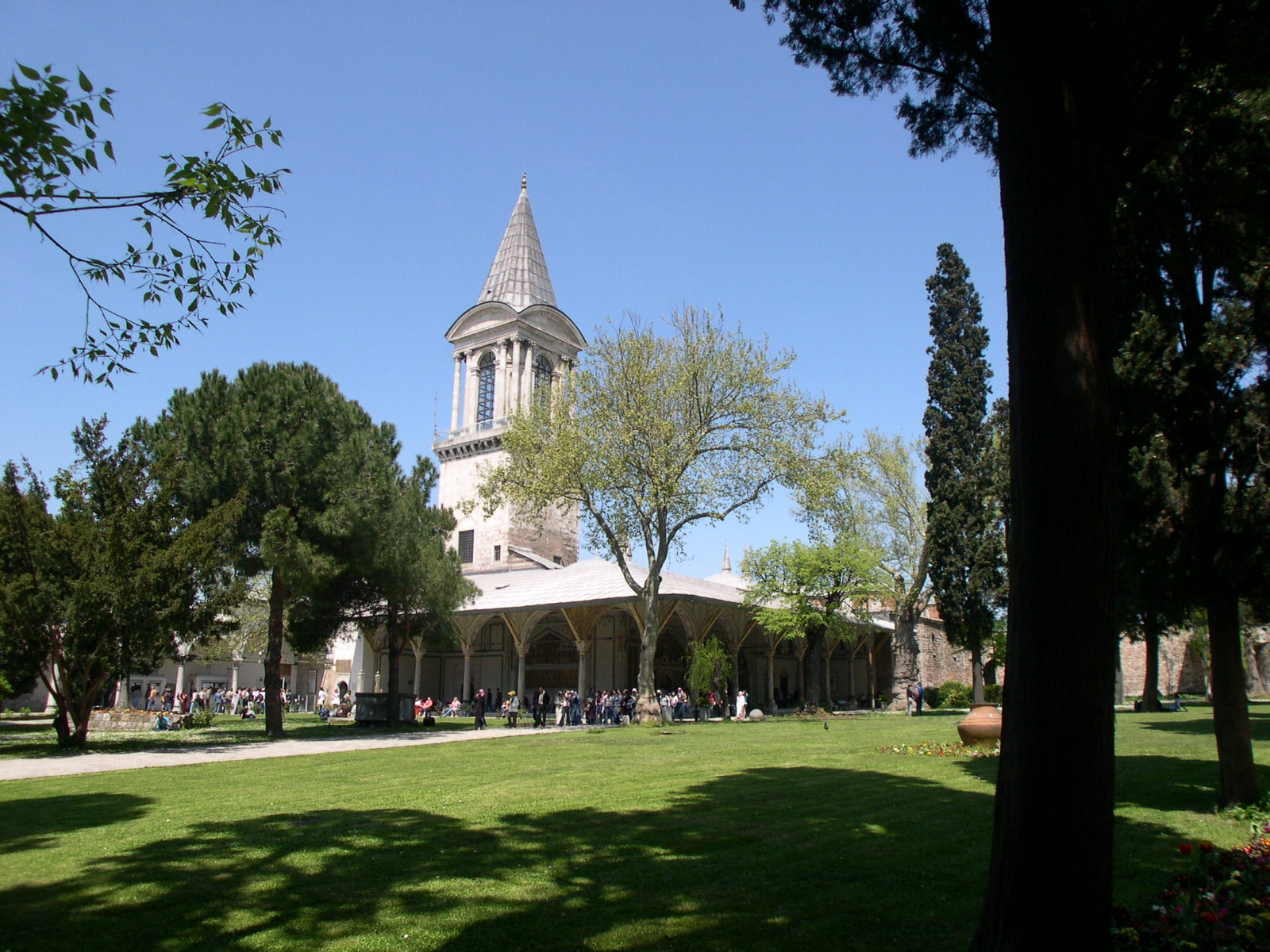
Turnul Justiției

### A treia curte
A treia curte cuprinde clădirile aflate dincolo de Poarta Fericirii, fiind destinate în mare parte sultanului. Camera de Audiență era locul unde sultanul primea vizita ambasadorilor și primea deciziile luate de divan pentru a le aproba sau nu. Tot aici erau primiți de cele mai multe ori și oamenii simpli pentru a-și arâta necazurile în fața conducătorului lor. 
Clădirea tezaurului imperial cuprinde patru camere în care sunt prezentate numeroase articole vestimentare (aprox.2.500) ce au aparținut sultanilor, bijuterii dar și cadouri primite de la ambasadorii europeni. O altă clădire importantă este celebrul Harem. Aceasta era zona interzisă bărbaților unde locuiau concubinele sultanului, numărul lor variind de-a lungul peroadelor între 300-800 de femei. Aceastea erau fie scalve făcute cadou sultanului fie pradă de război. Odată intrate în palat erau educate de către îngrijitoarele haremului și de către eunuci, singurii bărbați în afară de sultan ce aveau acces în harem deoarece erau castrați, aceaștia ocupânduse cu paza slujnicelor. Aici se aflau dormitoarele femeilor, ale eunucilor și ale îngrijitoarelor, iar în apropiere de harem se afla camera sultanului.
O clădire extrem de importantă era Încăperea Privată sau Încăperea Relicvelor Sacre (Kutsal Emanetler Dairesi), cunoscută și sub numele de Pavilionul Sfintei Manti. Aici se află cele mai sfinte relicve ale Lumii musulmane. Spre deosebire de creștinism, în islam nu există cultul moaștelor, deci sunt doar atracții turistice dar cu o semnificație aparte. În această clădire Coranul este recitat permanent de către un cleric musulman. Printre cele mai importante relicve se numără: mâna dreaptă a profetului Yahya, toiagul profetului Moise, sabia profetului David și diferite alte relicve asociate profetului Mohamed precum sabia sa, arcul și tolba cu săgeți, mantia sa, sandalele sale, fire din barba sa etc. De asemenea există și alte exponate precum vechile chei și jgheaburi de la Kaaba sau săbiile companionilor profetului Mohamed.
Alte clădiri importante aflate în această curte sunt: Biblioteca sultanului Ahmad, ce conține cca. 1000 de manuscrise, Moscheea Ağas, Galeria portretelor și miniaturilor unde sunt expuse numeroase manuscrise prețioase precum cel mai vechi Coran din lume sau cea mai veche hartă completă a Europei, Orientului Mijlociu și Africii de Nord și Curtea Favoritelor sau alte clădiri asociate cu haremul precum Drumul de aur, băile imperiale, camera sultanei-mamă etc.

### A patra curte
A patra curte a palatului conține clădirile din spatele palatului, cu vedere la Bosfor. Aici se află Camera de Circumcizie folosită pentru respectivul ritual islamic, o cameră privată a medicilor unde făceau parfumuri și medicamente pentru harem, Moscheea Sofa și diferite pavilioane micuțe sau chioșcuri, elegante, destinate familiiei imperiale. Printre acestea se numără Chioșcul Revan, Chioșcul Iftar și Chioșcul Bagdad.

## Galerie de imagini

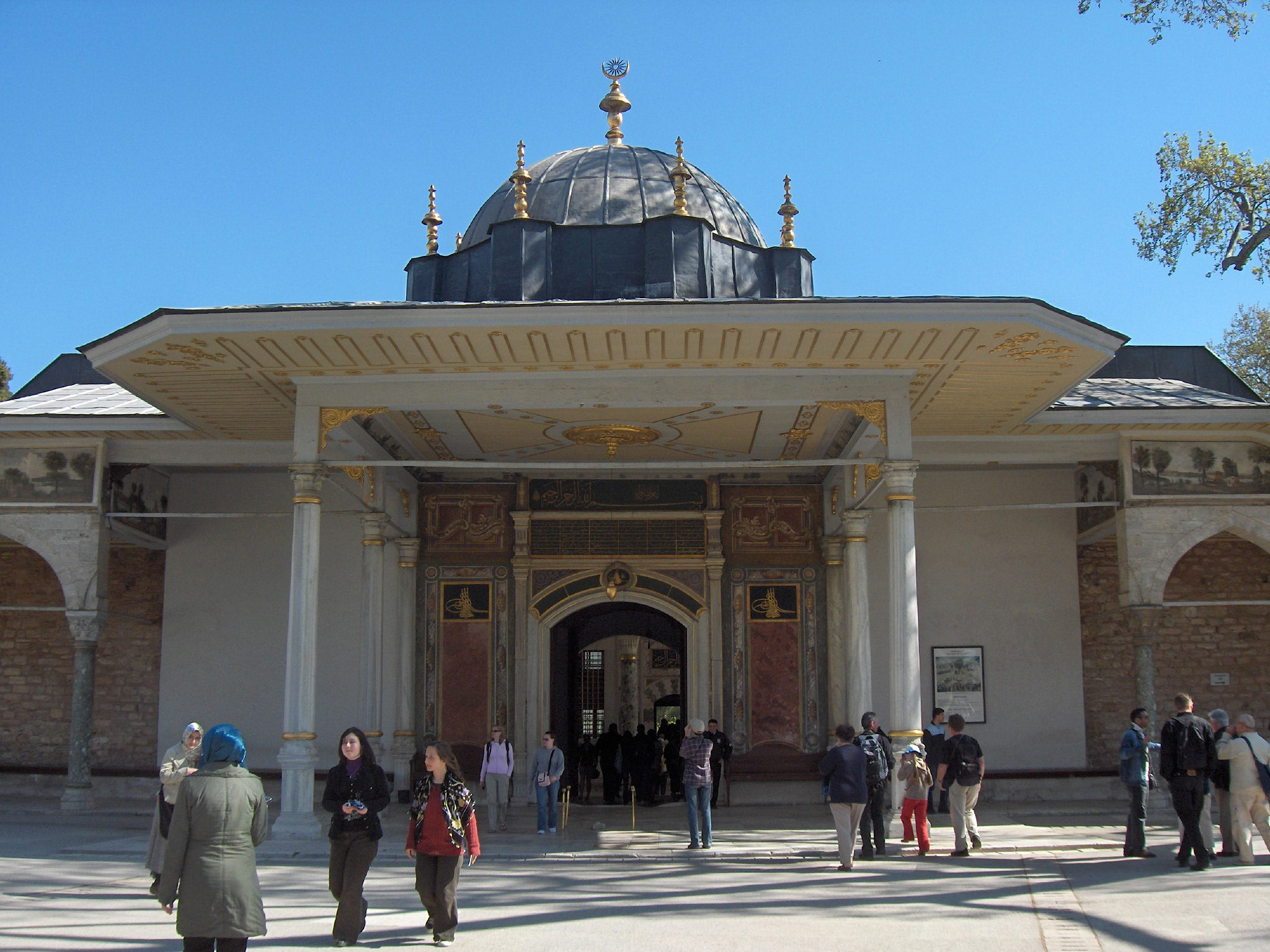
Poarta Fericirii.
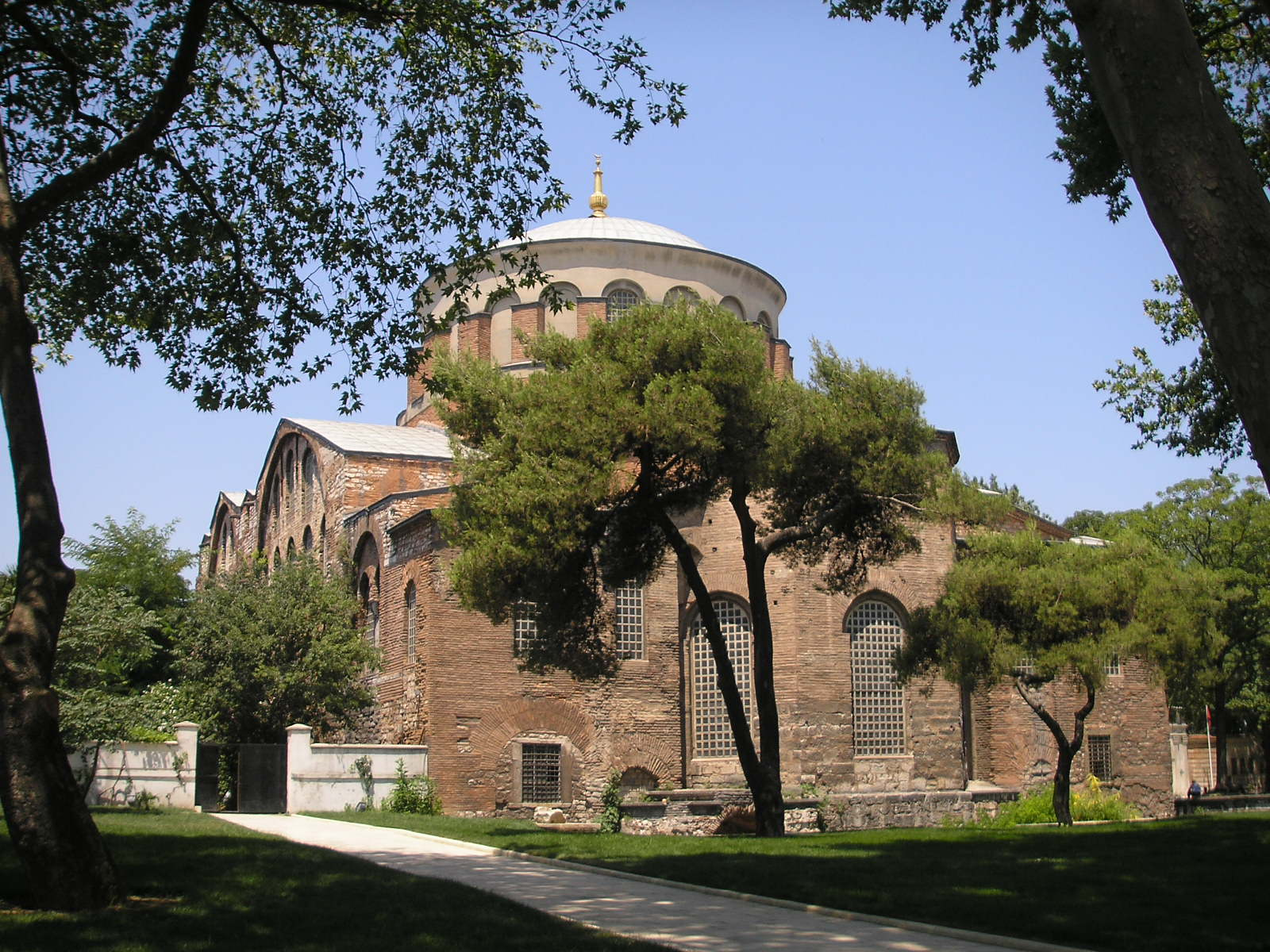
Hagia Irene.
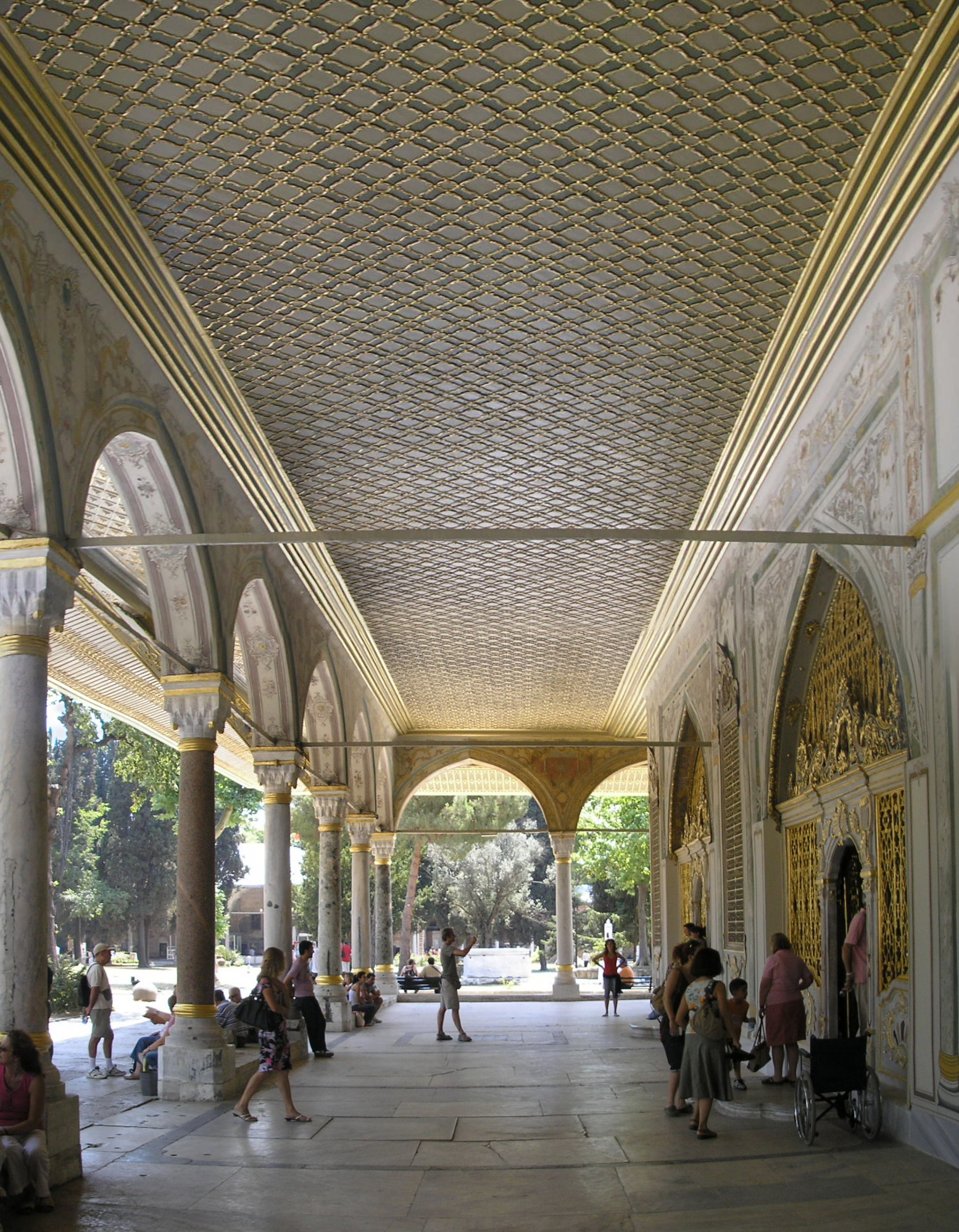
Ieşirea din divan.
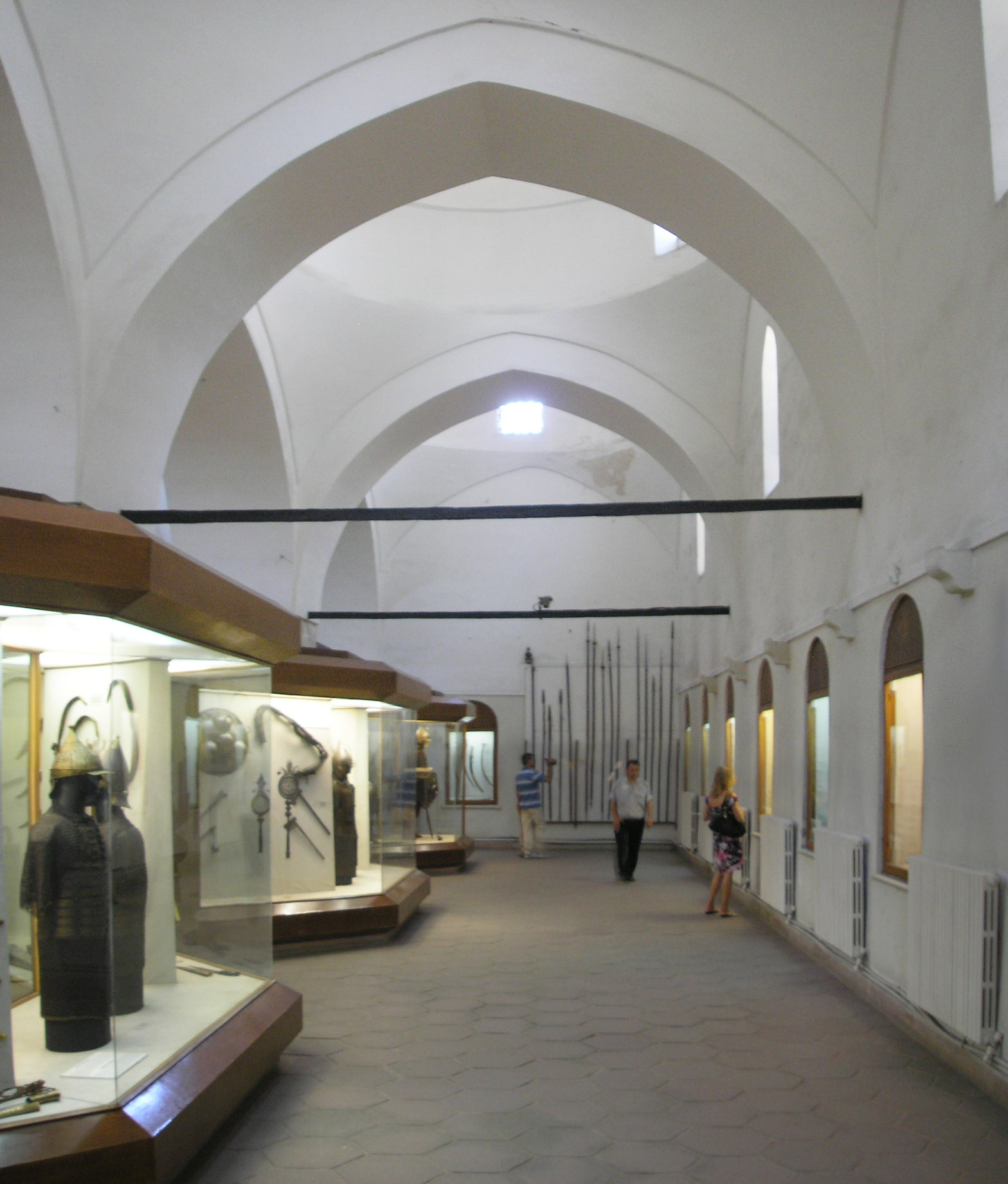
Sala armelor.
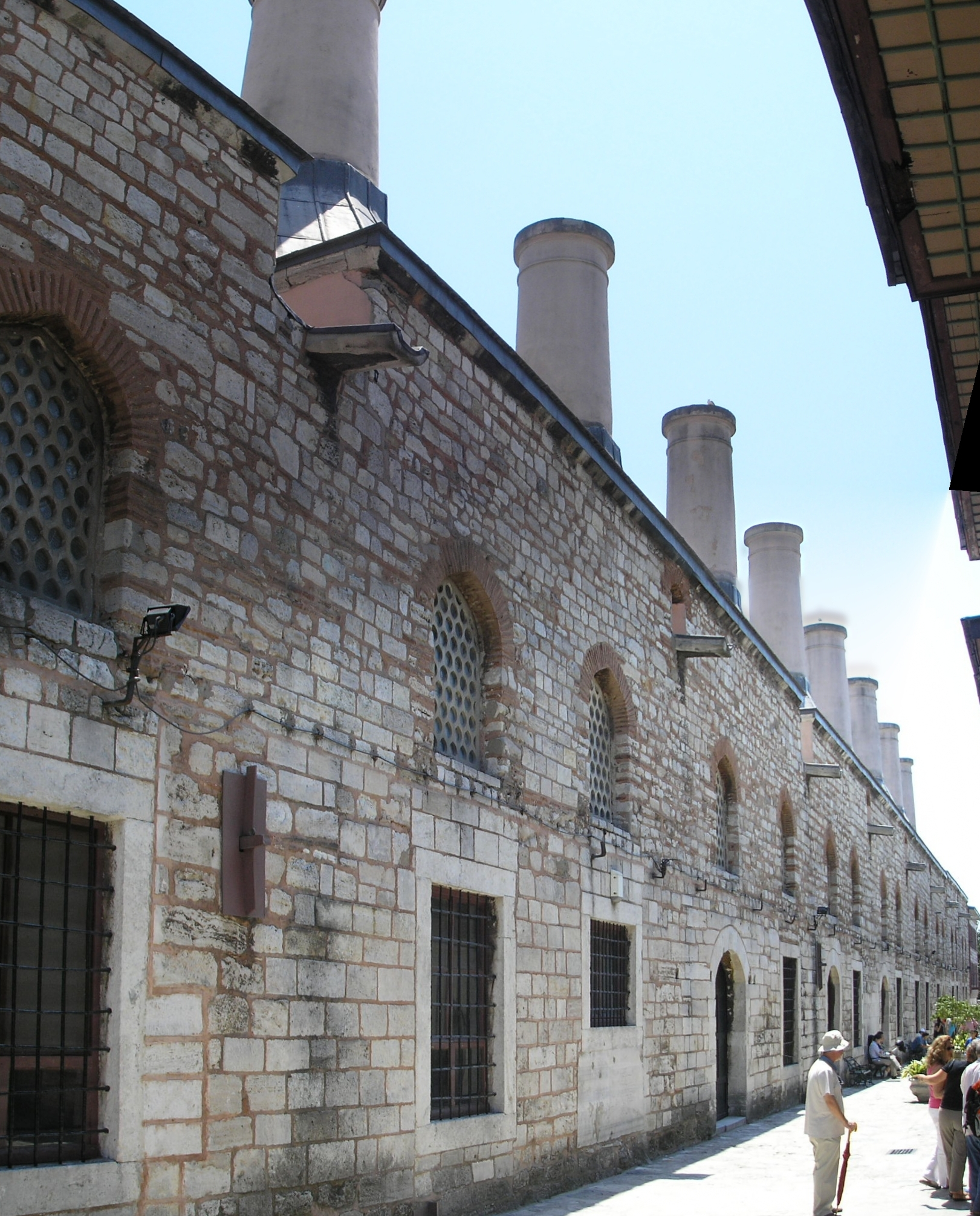
Bucătăriile.
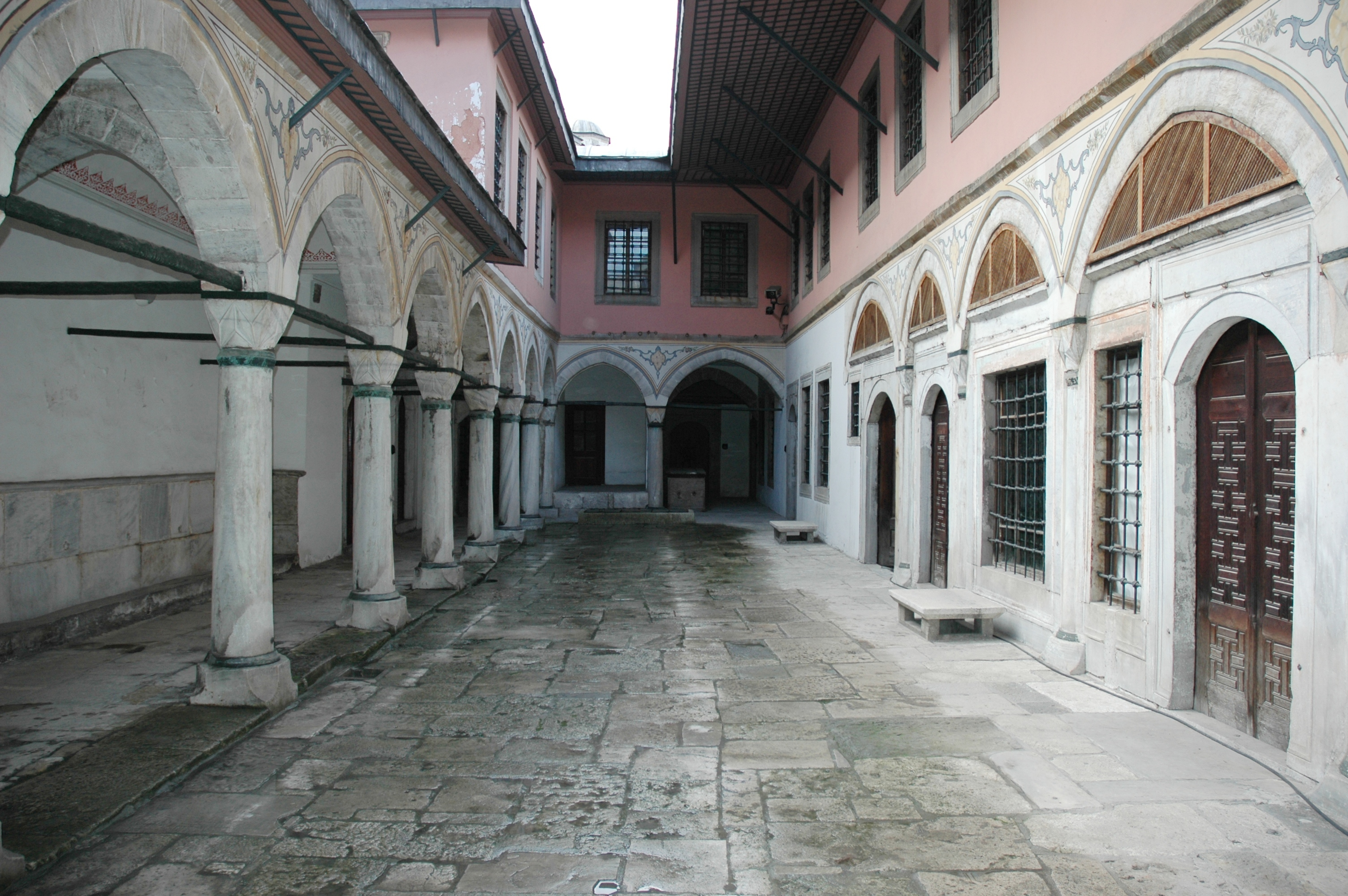
Curtea concubinelor.
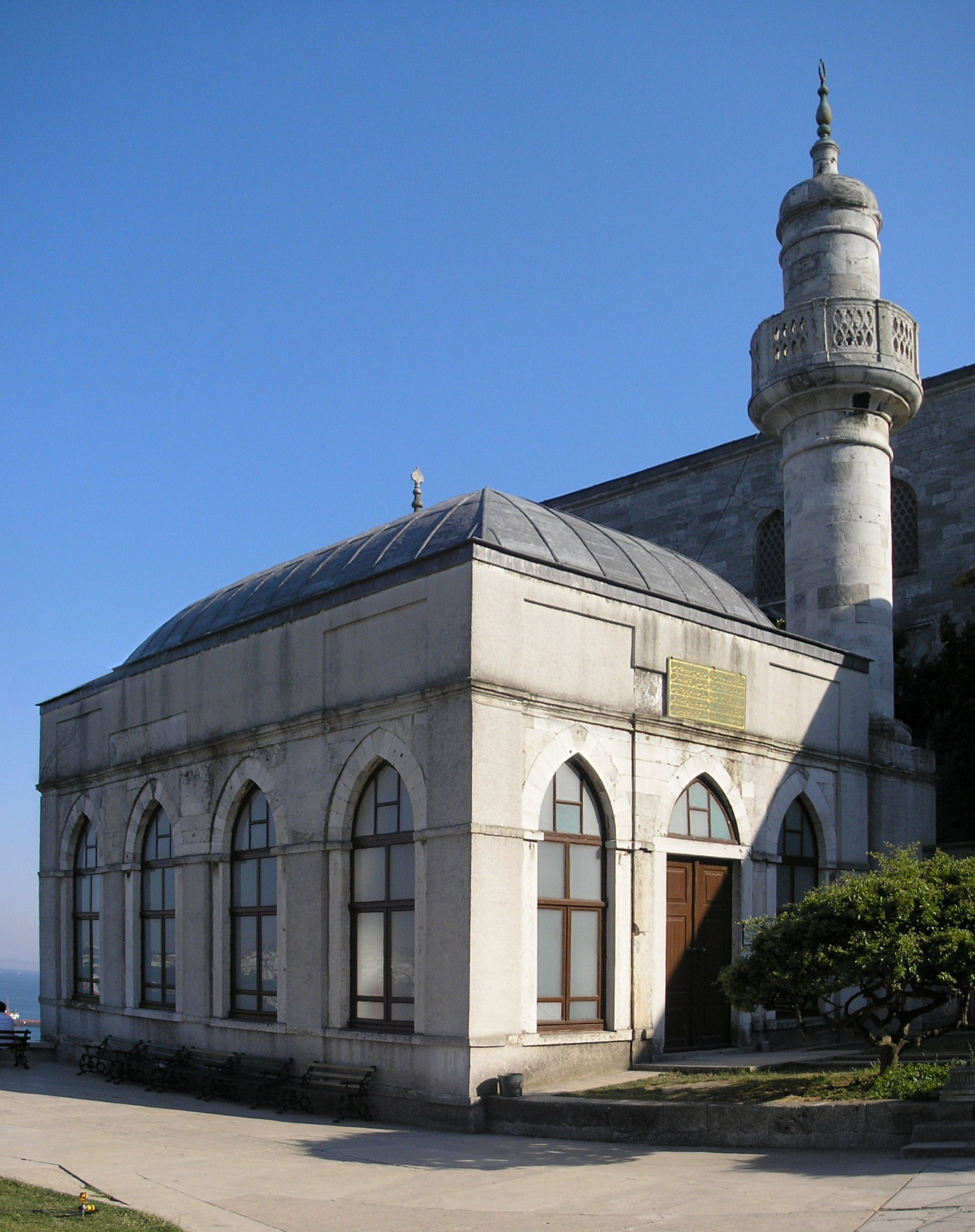
Moscheea Sofa.